# Sergio Galván
Sergio Alejandro Galván Rey (* 9. Juni 1973 in Concepción) ist ein ehemaliger argentinischer Fußballspieler. Der Stürmer wurde dreimal kolumbianischer Meister und zweimal Torschützenkönig der Categoría Primera A. Sein größter Erfolg war der Gewinn der Copa Libertadores 2004.

## Karriere
Sergio Galván begann seine Karriere bei den Boca Juniors, wo er jedoch wenig Erfolg hatte. Zur Saison 1996 wechselte er zu Once Caldas in Kolumbien, wo er mit 171 Toren (160 in der Liga, elf in der Copa Libertadores) einer der torgefährlichsten Stürmer des Landes wurde. In der Apertura 2003 führte er den Klub zur ersten Meisterschaft nach 53 Jahren und qualifizierte sich mehrfach für die Copa Libertadores. Ende März 2004 wechselte er zu den New York MetroStars in die MLS, wo er in 20 Spielen zwei Tore erzielte. Auch wenn Galván nicht mehr im Kader von Once Caldas stand, gewann er die Copa Libertadores 2004, da er bis zu seinem Wechsel in die USA in vier Spielen eingesetzt wurde und dabei drei Tore erzielte. Bei den MetroStars lief es 2005 besser: Er erzielte acht Tore in allen Wettbewerben, jedoch scheiterte die Vertragsverlängerung an den Gehaltsforderungen und Galván wechselte zu Atlético Nacional, mit dem er 2007 sowohl die Meisterschaft der Apertura als auch der Finalización gewann. Zum Dezember 2009 lief sein Vertrag beim Klub aus Medellín aus, der nicht verlängert wurde, nachdem er unter dem spanischen Trainer Ramón Cabrero nur noch als Einwechselspieler agierte. Galván unterschrieb im Januar 2010 einen Vertrag bei América de Cali und spielte 2011 seine letzte Saison bei Santa Fe.
Galván hielt ab April 2010 den Rekord der meisten Tore mit 224 Treffern in der Categoría Primera A. Im März 2024 musste er diesen Rekord an Dayro Moreno abgeben. Galván ist der einzige Spieler, der drei Mal fünf Tore in einem Spiel erzielte.

## Erfolge
Once Caldas
- Kolumbianischer Meister: 2003-I
- Copa-Libertadores-Sieger: 2004

Atlético Nacional
- Kolumbianischer Meister: 2007-I, 2007-II

## Auszeichnungen
- Torschützenkönig der Categoría Primera A: 1999, 2007-I